# Johanna L.A. Boogerd-Quaak
Johanna L.A. Boogerd-quaak (n. 1 martie 1944, Axel⁠(d), Zeelanda, Țările de Jos) este un om politic neerlandez, membru al Parlamentului European în perioada 1999-2004 din partea Țărilor de Jos.